# سولي سولبرغ
سولي سولبرغ (بالنرويجية: Silje Solberg‏) مواليد 16 يونيو 1990 في باروم، هي لاعبة كرة يد نرويجية تلعب كحارس مرمى. مثلت منتخب النرويج لكرة اليد للسيدات. حققت المركز الأول في بطولة العالم لكرة اليد للسيدات 2015.

## سجل المنافسة
شاركت في البطولات التالية:
- بطولة العالم لكرة اليد للسيدات 2013
- بطولة العالم لكرة اليد للسيدات 2015
- بطولة أوروبا لكرة اليد للسيدات 2012
- بطولة أوروبا لكرة اليد للسيدات 2014
- بطولة أوروبا لكرة اليد للسيدات 2016

## الإنجازات
- بطولة العالم لكرة اليد للسيدات:
  - الفوز: 2015
- بطولة أوروبا لكرة اليد للسيدات:
  - الفوز: 2014، 2016
- بطولة العالم لكرة اليد للسيدات ناشئين:
  - الفوز: 2010

## روابط خارجية
- سولي سولبرغ على موقع الاتحاد الدولي لكرة اليد (الإنجليزية)
- سولي سولبرغ على موقع الاتحاد الأوروبي لكرة اليد (الإنجليزية)
- سولي سولبرغ على موقع الاتحاد النرويجي لكرة اليد (النرويجية)
- سولي سولبرغ على موقع اللجنة الأولمبية الدولية (الإنجليزية)
- سولي سولبرغ على موقع أوليمبيديا (الإنجليزية)